# Államok vezetőinek listája 1906-ban
Ezen az oldalon az 1906-ban fennálló államok vezetőinek névsora olvasható földrészek, majd országok szerinti bontásban.

## Európa
- Andorra (parlamentáris társhercegség)
  - Társhercegek
    - Francia társherceg – 
      1. Émile Loubet (1899–1906)
      2. Armand Fallières (1906–1913), lista

    - Episzkopális társherceg – 
      1. Joan Josep Laguarda i Fenollera (1902–1906)
      2. Josep Pujargimzú (1906–1907), lista
- Belgium (monarchia)
  - Uralkodó – II. Lipót király (1865–1909)
  - Kormányfő – Paul de Smet de Naeyer (1899–1907), lista
- Dánia (monarchia)
  - Uralkodó – 
    1. IX. Keresztély király (1863–1906)
    2. VIII. Frigyes király (1906–1912)

  - Kormányfő – Jens Christian Christensen (1905-1908), lista
- Egyesült Királyság (parlamentáris monarchia)
  - Uralkodó – VII. Eduárd Nagy-Britannia királya (1901–1910)
  - Kormányfő – Henry Campbell-Bannerman (1905–1908), lista
- Franciaország (köztársaság)
  - Államfő – 
    1. Émile Loubet (1899–1906)
    2. Armand Fallières (1906–1913), lista

  - Kormányfő –
    1. Maurice Rouvier (1905–1906)
    2. Ferdinand Sarrien (1906)
    3. Georges Clemenceau (1906–1909), lista
- Görögország (monarchia)
  - Uralkodó – I. György király (1863–1913)
  - Kormányfő – Jorgosz Theotokisz (1905–1909), lista
- Hollandia (monarchia)
  - Uralkodó – Vilma királynő (1890–1948)
  - Kormányfő – Theo de Meester (1905–1908), lista
- Krétai Állam (autonómia)
  - Államfő - 
    1. György görög királyi herceg (1898–1906)
    2. Alekszandrosz Zaimisz (1906–1911)
- Liechtenstein (parlamentáris monarchia)
  - Uralkodó – II. János herceg (1859–1929)
- Luxemburg (monarchia)
  - Uralkodó – IV. Vilmos nagyherceg (1905–1912)
  - Kormányfő – Paul Eyschen (1888–1915), lista
- Monaco (monarchia)
  - Uralkodó – I. Albert herceg (1889–1922)
- Montenegró (monarchia)
  - Uralkodó – I. Miklós király (1860–1918)
  - Kormányfő – 
    1. Lazar Mijušković (1905–1906)
    2. Marko Radulović (1906-1907), lista
- Német Császárság (monarchia)
  - Uralkodó – II. Vilmos császár (1888–1918)
  - Kancellár – Bernhard von Bülow (1900–1909), lista
- Norvégia (monarchia)
  - Uralkodó – VII. Haakon király (1905–1957)
  - Kormányfő – Christian Michelsen (1905–1907), lista
- Olasz Királyság (monarchia)
  - Uralkodó – III. Viktor Emánuel király (1900–1946)
  - Kormányfő – 
    1. Alessandro Fortis (1905–1906)
    2. Sidney Sonnino (1906)
    3. Giovanni Giolitti (1906–1909), lista
- Orosz Birodalom (monarchia)
  - Uralkodó – II. Miklós cár (1894–1917)
  - Kormányfő – 
    1. Szergej Witte (1905–1906)
    2. Ivan Goremikin (1906)
    3. Pjotr Sztolipin (1906–1911), lista
- Osztrák–Magyar Monarchia (monarchia)
  - Uralkodó – I. Ferenc József király (1848–1916)
  - Kormányfő –
    - Osztrák Császárság – 
      1. Paul Gautsch von Frankenthurn (1904–1906)
      2. Konrad zu Hohenlohe-Schillingsfürst (1906)
      3. Max Wladimir von Beck (1906–1908), lista

    - Magyar Királyság – 
      1. Fejérváry Géza (1905–1906)
      2. Wekerle Sándor (1906–1910), lista
- Pápai állam (abszolút monarchia)
  - Uralkodó – X. Piusz pápa (1903–1914)
- Portugália (monarchia)
  - Uralkodó – I. Károly király (1889–1908)
  - Kormányfő – 
    1. José Luciano de Castro (1904–1906)
    2. Ernesto Hintze Ribeiro (1906)
    3. João Franco (1906–1908), lista
- Román Királyság (monarchia)
  - Uralkodó – I. Károly király (1866–1914)
  - Kormányfő – 
    1. Dimitrie Sturdza (1901–1906)
    2. Gheorghe Grigore Cantacuzino (1906–1907), lista
- San Marino (köztársaság)
  - San Marino régenskapitányai:
    1. Onofrio Fattori és Piermatteo Carattoni (1905–1906)
    2. Giovanni Belluzzi és Pietro Francini (1906)
    3. Alfredo Reffi és Giovanni Arzilli (1906–1907), régenskapitányok
- Spanyolország (monarchia)
  - Uralkodó – XIII. Alfonz király (1886–1931)
  - Kormányfő – 
    1. Segismundo Moret (1905–1906)
    2. Antonio González de Aguilar (1906–1907), lista
- Svájc (konföderáció)
  - Szövetségi Tanács:[1]
  - Adolf Deucher (1883–1912), Josef Zemp (1891–1908), Eduard Müller (1895–1919), Ernst Brenner (1897–1911), Robert Comtesse (1899–1912), Marc-Émile Ruchet (1899–1912), Ludwig Forrer (1902–1917), elnök
- Svédország (parlamentáris monarchia)
  - Uralkodó – II. Oszkár király (1872–1907)
  - Kormányfő – 
    1. Karl Staaff (1905–1906)
    2. Arvid Lindman (1906–1911), lista
- Szerbia (monarchia)
  - Uralkodó – I. Péter király (1903–1921)[2]
  - Kormányfő – 
    1. Ljubomir Stojanović (1905–1906)
    2. Sava Grujić (1906)
    3. Nikola Pašić (1906–1908), miniszterelnök

## Afrika
- Dervis Állam (el nem ismert állam)
  - Uralkodó – Mohammed Abdullah Hassan (1896–1920)
- Etiópia (monarchia)
  - Uralkodó – II. Menelik császár (1889–1913)
- Kongói Szabadállam (monarchia)
  - Uralkodó - II. Lipót király (1885–1909)
- Libéria (köztársaság)
  - Államfő – Arthur Barclay (1904–1912), lista
- Marokkó (monarchia)
  - Uralkodó – Abd al-Azíz szultán (1894–1908)
- Mohéli (Mwali) (monarchia)[3]
  - Uralkodó – Szalima Masamba szultána-királynő (1888–1909)
- Vadai Birodalom (monarchia)
  - Uralkodó – Muhammad Daúd Murra kolak (1901–1909)

## Dél-Amerika
- Argentína (köztársaság)
  - Államfő – 
    1. Manuel Quintana (1904–1906)
    2. José Figueroa Alcorta (1906–1910), lista
- Bolívia (köztársaság)
  - Államfő – Ismael Montes (1904–1909), lista
- Brazília (köztársaság)
  - Államfő – 
    1. Rodrigues Alves (1902–1906)
    2. Afonso Pena (1906–1909), lista
- Chile (köztársaság)
  - Államfő – 
    1. Germán Riesco (1901–1906)
    2. Pedro Montt (1906–1910), lista
- Ecuador (köztársaság)
  - Államfő – 
    1. Lizardo García (1905–1906)
    2. Eloy Alfaro (1906–1911), lista
- Kolumbia (köztársaság)
  - Államfő – Rafael Reyes (1904–1909), lista
- Paraguay (köztársaság)
  - Államfő – 
    1. Cecilio Báez (1905–1906)
    2. Benigno Ferreira (1906-1908), lista
- Peru (köztársaság)
  - Államfő – José Pardo y Barreda (1904–1908), lista
- Uruguay (köztársaság)
  - Államfő – José Batlle y Ordóñez (1903–1907), lista
- Venezuela (köztársaság)
  - Államfő – Cipriano Castro (1899–1908), lista

## Észak- és Közép-Amerika
- Amerikai Egyesült Államok (köztársaság)
  - Államfő – Theodore Roosevelt (1901–1909), lista
- Costa Rica (köztársaság)
  - Államfő – 
    1. Ascensión Esquivel Ibarra (1902–1906)
    2. Cleto González Víquez (1906–1910), lista
- Dominikai Köztársaság (köztársaság)
  - Államfő – Ramón Cáceres (1905–1911), lista
- Salvador (köztársaság)
  - Államfő – Pedro José Escalón (1903–1907), lista
- Guatemala (köztársaság)
  - Államfő – Manuel Estrada Cabrera (1898–1920), lista
- Haiti (köztársaság)
  - Államfő – Pierre Nord Alexis (1902–1908), lista
- Honduras (köztársaság)
  - Államfő – Manuel Bonilla (1903–1907), lista
- Kanada (parlamentáris monarchia)
  - Uralkodó – VII. Eduárd király (1901–1910)
  - Főkormányzó – Albert Grey (1904–1911), lista
  - Kormányfő – Wilfrid Laurier (1896–1911), lista
- Kuba (köztársaság)
- Az Egyesült Államok 1906. szeptember 29-én elfoglalta.
  - Államfő- Tomás Estrada Palma (1902–1906)
  - Kormányzó – 
    1. William Howard Taft (1906)
    2. Charles Edward Magoon (1906–1909), ideiglenes kormányzó, lista
- Mexikó (köztársaság)
  - Államfő – Porfirio Díaz (1884–1911), lista
- Nicaragua (köztársaság)
  - Államfő – José Santos Zelaya (1893–1909), lista
- Panama (köztársaság)
  - Államfő – Manuel Amador Guerrero (1904–1908), lista

## Ázsia
- Afganisztán (monarchia)
  - Uralkodó – Habibullah Kán emír (1901–1919)
- Aszír (idríszida emírség)
- Aszír 1906-ban függetlenedett az Oszmán Birodalomtól
  - Uralkodó – Muhammad ibn Ali al-Idríszi emír (1906–1923)
- Bhután (monarchia)
  - Uralkodó – Állami tanács (1905–1907)
- Buhara
  - Uralkodó – ’Abd al-Ahad kán (1885–1911)
- Dzsebel Sammar (monarchia)
  - Uralkodó – 
    1. Abdul-Aziz bin Mithab (1897–1906)
    2. Mut'ib bin Abd al-Aziz (1906–1907), Dzsebel Sammar emírje
- Hiva
  - Uralkodó – II. Muhammad Rahím Bahadúr kán (1864–1910)
- Japán (császárság)
  - Uralkodó – Mucuhito császár (1867–1912)
  - Kormányfő – 
    1. Kacura Taró (1901–1906)
    2. Szaiondzsi Kinmocsi (1906–1908), lista
- Kína
  - Uralkodó – Kuang-hszü császár (1875–1908)
  - Kormányfő – Ji Kuang (1903–1911), lista
- Koreai Császárság (monarchia)
  - Uralkodó – Kodzsong császár (1897–1907)
  - Kormányfő – Pak Cseszon (1905–1907), lista
- Maszkat és Omán (abszolút monarchia)
  - Uralkodó – Fejszál szultán (1888–1913)
- Nedzsd és Hasza Emírség (monarchia)
  - Uralkodó – Abdul-Aziz emír (1902–1953)[4]
- Nepál (alkotmányos monarchia)
  - Uralkodó – Prithvi király (1881–1911)
  - Kormányfő – Csandra Samser Dzsang Bahadur Rana (1901–1929), lista
- Oszmán Birodalom (monarchia)
  - Uralkodó – II. Abdul-Hamid szultán (1876–1909)
  - Kormányfő – Mehmed Ferid Pasa, nagyvezír (1903–1908), lista
- Perzsia (monarchia)
  - Uralkodó – Mozaffar ad-Din sah (1896–1907)
  - Kormányfő – Mirza Naszrullah Kan (1906–1907), lista
- Sziám (parlamentáris monarchia)
  - Uralkodó – Csulalongkorn király (1868–1910)
- Tagalog Köztársaság (köztársaság)
- Az Amerikai Egyesült Államok 1906. július 14-én megszállta.
  - Államfő – Macario Sakay (1902–1906), elnök

## Óceánia
- Ausztrália (parlamentáris monarchia)
  - Uralkodó – VII. Eduárd Ausztrália királya (1901–1910)
  - Főkormányzó – Henry Northcote (1904–1908), lista
  - Kormányfő – Alfred Deakin (1905–1908), lista
- Tonga (monarchia)[5]
  - Uralkodó – II. Tupou György király (1893–1918)
  - Kormányfő – Sione Tupou Mateialona (1905–1912), lista